# Glyphonycteris behnii
Glyphonycteris behnii är en fladdermusart som först beskrevs av Peters 1865.  Glyphonycteris behnii ingår i släktet Glyphonycteris och familjen bladnäsor. Inga underarter finns listade i Catalogue of Life.
Denna fladdermus förekommer i västra Brasilien, Bolivia och sydöstra Peru. Habitatet utgörs av savannlandskapet Cerradon och av skogar. Individerna jagar insekter och äter frukter.